# M. Stanley Whittingham
Sir Michael Stanley Whittingham, detto M. Stanley (Nottingham, 22 dicembre 1941), è un chimico britannico naturalizzato statunitense.
Attualmente è professore di Chimica e direttore sia dell'Institute for Materials Research sia del programma di Scienza e Ingegneria dei materiali presso la Binghamton University, parte della State University di New York. Nel 2019, insieme a John B. Goodenough e Akira Yoshino, gli è stato assegnato il premio Nobel per la chimica "per lo sviluppo di batterie agli ioni di litio".
Whittingham è una figura chiave nella storia dello sviluppo di batterie al litio. Ha scoperto per la prima volta gli elettrodi di intercalazione negli anni '70 e ha descritto a fondo il concetto di reazione di intercalazione per batterie ricaricabili alla fine degli anni '70. Possiede i brevetti originali sul concetto dell'uso della chimica di intercalazione in batterie al litio ad alta densità e altamente reversibili. Inoltre, ha inventato la prima batteria ricaricabile agli ioni di litio, brevettata nel 1977 e assegnata a Exxon. Il suo lavoro sulla batteria al litio ha gettato le basi per i successivi sviluppi.

## Biografia
Whittingham nasce a Nottingham, in Inghilterra, il 22 dicembre 1941. Studia alla Stamford School nel Lincolnshire dal 1951 al 1960, prima di trasferirsi al New College di Oxford per studiare Chimica. All'Università di Oxford, consegue la laurea triennale (1964), master (1967) e dottorato (1968). Dopo aver completato gli studi universitari, Whittingham diviene borsista post-dottorato alla Stanford University. Successivamente, lavora per Exxon Research & Engineering Company per i successivi 16 anni. Trascorre quattro anni a lavorare per Schlumberger prima di diventare professore alla Binghamton University.
Dal 1994 al 2000 è vicepresidente dell'Università per la ricerca.  Ricopre anche la carica di vicepresidente della Research Foundation della State University di New York per sei anni. Attualmente è un illustre professore di Chimica e Scienza dei Materiali e Ingegneria presso la Binghamton University. Whittingham è stato nominato Chief Scientific Officer di NAATBatt International nel 2017. 
Whittingham ha co-presieduto lo studio DOE sullo stoccaggio di energia chimica nel 2007, ed è ora direttore del Centro nord-orientale per lo stoccaggio di energia chimica (NECCES), un centro statunitense di ricerca sull'energia da frontiera dell'energia (EFRC) presso la Binghamton University.

## Ricerche
Whittingham ha scoperto il concetto di elettrodi di intercalazione. Negli anni '70, Exxon realizzò la batteria al litio di Whittingham, la prima batteria ricaricabile funzionale al mondo, basata su un catodo al disolfuro di titanio e un anodo al litio-alluminio. Inoltre, il disolfuro di titanio ha un tasso particolarmente veloce di diffusione degli ioni di litio nel reticolo cristallino. Exxon ha gettato le sue risorse dietro la commercializzazione di una batteria Li|LiClO4|TiS2. I problemi di sicurezza, tuttavia, convinsero Exxon a terminare il progetto. Whittingham e il suo team continuarono comunque a pubblicare il loro lavoro su riviste accademiche di elettrochimica e fisica dello stato solido.
Alla fine Whittingham lasciò Exxon nel 1984 e trascorse quattro anni in Schlumberger come manager. Nel 1988, ha accettato la posizione di Professore presso il Dipartimento di Chimica della Binghamton University, negli Stati Uniti, per perseguire i suoi interessi accademici.
Attualmente, la ricerca di Whittingham ha avanzato reazioni di intercalazione multielettrone, che possono aumentare la capacità di immagazzinamento intercalando più ioni di litio. Whittingham ha sviluppato con successo alcuni materiali di intercalazione multielettronici, come LiVOPO4|VOPO4 ecc. Il catione di vanadio multivalente (V3+-V5+) svolge un ruolo importante per realizzare le reazioni multielettroniche.
Ha ricevuto il Young Author Award dalla The Electrochemical Society nel 1971,  il Battery Research Award nel 2003, ed è divenuto membro nel 2004. Nel 2010, è stato annoverato tra i 40 principali innovatori per contributi all'avanzamento della tecnologia verde da parte di Greentech Media. Nel 2012, Whittingham ha ricevuto l'IBA Yeager Award per il contributo a vita alla ricerca sui materiali della batteria al litio, e nel 2013 è stato eletto membro of Materials Research Society. È stato elencato insieme a John B. Goodenough, per la ricerca pionieristica che ha portato allo sviluppo della batteria agli ioni di litio in un elenco di premi citati per il premio Nobel in chimica di Thomson Reuters nel 2015. Nel 2018, Whittingham è stato eletto alla National Academy of Engineering, "per aver aperto la strada all'applicazione della chimica di intercalazione per i materiali di accumulo dell'energia".

## Vita privata
Stanley è sposato con la dottoressa Georgina Whittingham, professoressa di spagnolo presso la State University di New York, Oswego.